# Mesocyclops splendidus
Mesocyclops splendidus is een eenoogkreeftjessoort uit de familie van de Cyclopidae. De wetenschappelijke naam van de soort is voor het eerst geldig gepubliceerd in 1943 door Lindberg.